# متلازمة دوان-راديال راي
متلازمة دوان-راديال راي، والمعروفة أيضًا باسم متلازمة أوكيهيرو، هي اضطراب نادر وراثي سائد يؤثر بشكل أساسي على العين (شذوذ دوان) ويسبب تشوهات في عظام الذراع واليد (تشوهات راديال راي). يعتبر هذا الاضطراب اضطرابًا مرتبطًا بالصبغي أس إيه أل أل 4 (SALL4) بسبب طفرات وراثية في الصبغي أس إيه أل أل 4 والتي تؤدي إلى هذه التشوهات. يتم تشخيص هذه المتلازمة من خلال الموجودات السريرية عند الفحص الطبي والاختبارات الوراثية والتصوير الشعاعي. بعد تشخيص متلازمة دوان-راديال راي، هناك تقييمات أخرى يجب على المريض أن يخضع لها لتحديد مدى الإصابة بالمرض. وتوجد علاجات عديدة للأعراض المختلفة في هذه المتلازمة.

## الأعراض
متلازمة دوان-راديال راي لها ميّزتان رئيسيتان تظهران في أغلب الحالات. هاتان الميّزتان هما شذوذ دوان وتشوهات راديال راي. تظهر كلّ ميزة في 65٪ و91٪ من الحالات على الترتيب.

### شذوذ دوان
يُعرف أيضًا باسم متلازمة دوان، شذوذ دوان هو متلازمة الحَوَل الخُلقية التي تتميز بحركات معينة في العين. ينتج هذا عن التطور غير السليم للأعصاب المحركة للعين.
فيما يلي خصائص شذوذ دوان:
- عدم القدرة على تبعيد العين وحشيًا (بعيدًا عن الخط المتوسط) سواء في عين واحدة أو كِلا العينين
- تضيّق الشق الجفني للعين
- انسحاب كرة العين عند النظر للأنسي (نحو الخط المتوسط)
- غياب نواة العصب والعصب المرافق (العصب القحفي السادس)
- حركة غير طبيعية للعين بسبب تعصّب العضلة المستقيمة الوحشية بواسطة فرع من العصب المحرك للعين (العصب القحفي الثالث)

### تشوهات راديال راي
يتميز هذا الاضطراب بتشوهات في اليد والذراع. فيما يلي خصائص محددة لهذا التشوه:
- الإبهام المشوه أو الغائب (عدم تنسج)
- إبهام يشبه الإصبع
- الغياب الجزئي أو الكامل لعظم الكعبرة
- قصر وانحراف شعاعي للساعدين
- إبهام ثلاثي السلاميات
- ازدواجية الإبهام (تعدد أصابع في طرف أو أكثر)

### أعراض متنوعة أُخرى
قد يعاني الأشخاص المصابون بمزيج من شذوذ دوان وتشوهات راديال راي من مجموعة متنوعة من العلامات والأعراض الأخرى. تشمل هذه الميزات:
- آذان شكلها غير طبيعي
- فقدان السمع
- عيوب خلقية في القلب والكلى
- مظهر وجه مميز
- قدم متجهة للداخل وللأسفل (قدم حنفاء)
- فقرات ظهرية مُدمجة

## الأسباب

### الوراثة
تحدث متلازمة دوان راديال-راي بسبب طفرات في مورثة أس إيه أل أل 4 الذي هو جزء من مجموعة مورثات تسمى عائلة أس إيه أل أل. تلعب هذه المورثة دورًا مهمًا في التطور الجنيني من خلال توفير التعليمات لصنع البروتينات التي تشارك في تكوين الأنسجة والأعضاء. تعمل بروتينات إس إيه أل أل كعوامل نسخ ترتبط بمناطق معينة في الحمض النووي للمساعدة في التحكم في أنشطة وراثية معينة. بسبب الطفرات في مورثة إس إيه أل أل 4، لا يمكن صنع البروتينات لأن نسخة واحدة من المورثة في كل خلية يتم إيقافها عن أداء وظيفتها. هذه الطفرات متغايرة الأمثال ويمكن أن تكون غير فعالة أو متضاعفة قصيرة أو طفرات حذف. في هذا الوقت، لا يوجد سبب واضح يفسر سبب انخفاض كمية بروتين إس إيه أل أل 4 في ظهور أعراض متلازمة دوان-راديال راي وحالات مشابهة.
تتم وراثة متلازمة دوان-راديال راي بصفة جسدية سائدة مما يعني أن طفرة في نسخة واحدة من مورثة إس إيه أل أل 4 هي كل ما يتطلبه الأمر لإحداث هذه المتلازمة. يمكن أن يكون لدى المصابين بهذه المتلازمة آباء مصابين، لكن يمكن أن تظهر أيضًا لأول مرة بدون تاريخ عائلي تسمى حينها دي نوفو. نظرًا لأن متلازمة دوان-راديال راي هي اضطراب وراثي سائد، فهناك فرصة بنسبة 50 ٪ لتمرير الطفرة من الآباء إلى الأبناء.